# Olave Nduwanje Basabose
Olave Nduwanje Basabose (Bujumbura, Burundi, 1984), is een Nederlandse feminist, activist, jurist, kunstenaar en auteur van columns, opinie-artikelen en verhalen.

## Leven en werk
Nduwanje is geboren in Burundi, en komt uit een heel rijk gezin. Het gezin verliet Burundi tijdens de burgeroorlog toen Nduwanje 9 jaar oud was, en kwam te wonen in Nederland, in Oostzaan. Ze heeft in elf landen gewoond. Zo verhuisde het gezin toen zij 17 was naar Californië (Verenigde Staten), waar Nduwanje studeerde op een campus. Een jaar later verhuisde het gezin naar Antwerpen. In Nederland woonde Nduwanje behalve in Oostzaan ook in Maastricht (waar ze Europees Recht studeerde), Leiden, Rotterdam, Alkmaar, Delft en Den Haag. In Rwanda heeft ze een consultancy-bureau opgericht om bedrijven te adviseren over juridische kwesties.
Nduwanje identificeert zich als non-binaire transgender femme. Tot ze op haar 30e een zware burn-out kreeg "deed ze haar uiterste best om een man te zijn". Op 20 november 2017 hield ze een speech op de Internationale Transgender Gedenkdag. Op 17 juli 2017 gaf ze een performance op Kwaku Roze Zondag, het grootste black gay evenement van Europa.
Nduwanje schrijft onder meer voor OneWorld en Dipsaus. Ze is ook maker en presentator op het YouTube-kanaal Olave Talks. Zij treedt op met monologen en draagt bij aan debatten over identiteit en kunst, onder andere bij TENT Rotterdam en het Van Abbemuseum. Zij werkte mee aan het project Why am I here? en de bijeenkomst Nederland als Stateloze Democratie op 11 november 2018.
Bij de presentatie van de bundel Zwart - Afro-Europese literatuur uit de Lage Landen (onder redactie van Vamba Sherif en Ebissé Rouw) op 1 februari 2018 in TivoliVredenburg las Nduwanje haar bijdrage aan de bundel voor. Ook sprak ze in juli 2018 op de tweeëntwintigste conferentie van de International AIDS Society in de RAI Amsterdam.
In 2020 werd Nduwanje door NRC Handelsblad uitgeroepen tot een van de 101 Nieuwe Talenten in de categorie Letteren. De presentatie van de 101 Nieuwe Talenten-lijst vond plaats in de NRC Nacht van het Talent op 10 maart 2020 in Paradiso (Amsterdam). Op deze avond deed Nduwanje mee aan de paneldiscussie over het thema Letteren. Op 24 april 2020 nam Nduwanje deel aan een gesprek met Clarice Gargard, Najah Aouaki en Jelle Klaas, uitgezonden via Instagram Live.

## Politiek
Nduwanje was de eerste zwarte transgender persoon in Nederland die zich kandidaat stelde voor landelijke verkiezingen en gemeenteraadsverkiezingen. In 2017 was ze kandidaat voor de Tweede Kamerverkiezingen 2017 voor BIJ1 (toen nog Artikel 1), op de negende plaats. Volgens de peilingen was dat geen plaats met veel kans om verkozen te worden.
In 2018 was ze kandidaat voor de gemeenteraadsverkiezingen voor de Haagse Stadspartij, op de tiende plaats op de lijst.

## Publicaties
- 2018 - Verhaal Imana ikurinde (autobiografisch) in de bundel Zwart - Afro-Europese literatuur uit de Lage Landen onder redactie van Vamba Sherif en Ebissé Rouw, uitgeverij Atlas Contact; ISBN 9789025451547.[3][27]
- 2020 - Verhaal Movie Night in de bundel De goede immigrant - 23 visies op Nederland uitgebracht door Dipsaus, in samenwerking met Uitgeverij Pluim onder redactie van Sayonara Stutgard; ISBN 9789083054179.[28][29]
- 2020 - Verhaal Schemer en dwalen in de bundel Being Imposed Upon, een collectie van reflecties in het Frans én in het Vlaams/Nederlands over vrouw- én zwart-zijn in België onder redactie van Heleen Debeuckelaere; ISBN 9789493148260.[30]